# What the Tortoise Said to Achilles

What the Tortoise Said to Achilles (« Ce que la Tortue disait à Achille ») est un court dialogue de Lewis Carroll, publié en 1895, qui met en jeu les fondements de la logique et plus particulièrement du modus ponens. Le titre fait référence à l'un des paradoxes de Zénon, selon lequel Achille ne pourrait jamais gagner une course face à une tortue. Dans le dialogue, la tortue met au défi Achille d'utiliser la force de la logique pour la convaincre d'un raisonnement déductif simple. Achille échoue, car il est entraîné dans une régression à l'infini.

## Résumé du dialogue
"Madame Tortue" commence par énoncer ces trois propositions :
- (A) « Deux choses égales à une même troisième sont égales entre elles » (transitivité de l'égalité) ;
- (B) « Les deux côtés de ce triangle sont égaux à un même troisième » ;
- (Z) « Les deux côtés de ce triangle sont égaux entre eux ».

Elle demande ensuite à Achille si la conclusion (Z) découle logiquement des hypothèses (A) et (B) et Achille assure que oui. La tortue lui demande s'il peut exister un lecteur d'Euclide qui prétende que l'argument est valide en tant que suite logique, tout en n'admettant pas la vérité des propositions A et B. Achille concède qu'un tel lecteur pourrait exister, même s'il le considérerait alors comme un mauvais logicien.
De la même façon, la Tortue demande si un second type de lecteur pourrait exister, qui accepterait pour vraies les deux propositions A et B sans reconnaître le lien logique entre les hypothèses A et B, et la conclusion Z. Achille reconnaît qu'un tel lecteur pourrait également exister. La Tortue lui demande alors de la traiter en lecteur de ce type et de lui montrer formellement la vérité de Z.
Après avoir écrit A, B et Z, Achille demande à la Tortue d'accepter la proposition (C) : « Si A et B sont vraies, alors Z est nécessairement vraie ». La Tortue veut bien reconnaître cette proposition comme vraie, à condition qu'Achille l'écrive. Une fois écrite, la Tortue accepte la proposition C mais refuse toujours la conclusion, ce à quoi Achille répond « Si tu acceptes A, B et C, tu dois accepter Z ». La Tortue fait remarquer qu'il s'agit là d'une nouvelle proposition et lui demande de l'écrire à la suite des autres. Cela continue ainsi, la Tortue accepte chaque hypothèse qu'Achille accepte d'écrire sans accepter la conclusion. À la nième itération, les hypothèses sont les suivantes : 
- (1) « Deux choses égales à une même troisième sont égales entre elles » ;
- (2) « Les deux côtés de ce triangle sont égaux à un même troisième » ;
- (3) « Si (1) et (2) sont vraies, Z est nécessairement vraie » ;
- (n) « Si (1), (2), …, (n-1) sont vraies, Z est nécessairement vraie ».

Mais la Tortue refuse toujours de reconnaître la conclusion. À la fin du dialogue, elle ironise sur le temps mis par Achille pour accomplir sa tâche, arrivé à la 1001e itération « Avez-vous noté cette dernière étape ? À moins que j’en ai perdu le compte, c’est la mille et unième. Il y en a encore plusieurs millions à venir. »

## Analyse
Plusieurs philosophes se sont essayés à résoudre le paradoxe de Carroll. Le logicien Bertrand Russell a brièvement traité de cette « régression infinie d'implications de plus en plus compliquées » dans The principles of Mathematics (1903), en faisant la distinction entre l'implication (si p, alors q), qu'il considère comme une relation entre deux propositions, et l'inférence (p, donc q), dans laquelle p est forcément vraie. Cette distinction est reliée par le théorème de déduction. Sur cette base, il peut rejeter la position de la Tortue qui considère que faire l'inférence de Z depuis A et B équivaut à accepter l'implication « Si A et B sont vraies, alors Z l'est aussi », ou en dépend.
Le philosophe wittgensteinien Peter Winch, dans The Idea of a social Science and its relation to Philosophy (1958), voit dans ce paradoxe l'illustration du fait que « le processus de représentation d'une inférence, qui est après tout au cœur de la logique, est quelque chose qui ne peut être représenté par une formule logique. [...] Apprendre à inférer ne se résume pas seulement à relier de façon logique des propositions, mais c'est apprendre à faire quelque chose. » Pour lui, la morale du dialogue est un cas particulier d'une leçon plus générale : il est impossible de réduire une activité humaine à un ensemble de préceptes logiques.